# Tag der Idioten
Tag der Idioten ist ein deutscher Spielfilm des Autorenfilmers Werner Schroeter aus dem Jahre 1981.

## Handlung
Carole Schneider ist eine schöne Frau, und es mangelt ihr nicht an Geld, aber sie ist unzufrieden mit ihrem Leben. Mit aller Gewalt versucht sie, die Aufmerksamkeit ihrer Mitmenschen zu erregen, doch dies gelingt ihr nicht einmal bei ihrem Geliebten Alexander. In die Leere dieser Welt ruft sie also ihr Tötet mich! hinaus. Doch ihre Provokationen enden meist ebenso im Nichts wie ihr Alltag. Erst als sie Menschen unberechtigterweise des Terrorismus verdächtigt und sogar bezichtigt, wird sie in eine Nervenheilanstalt eingeliefert. Dort erweitert sie ihre eigenen Phantasien mit den Wahnvorstellungen anderer Insassen. Bald kann sie Realität und Wahnsinn nicht mehr unterscheiden. Sie entschließt sich dazu, für immer in der Anstalt zu bleiben. Doch sie wird als gesund entlassen. Dem Leben in der Realität erneut ausgeliefert, begeht sie Selbstmord.

## Hintergrund
Die Dreharbeiten fanden vom 12. Februar bis zum 3. April 1981 in Prag und München statt. Der Film erlebte seine Uraufführung am 31. Oktober 1981 bei den Hofer Filmtagen. Im Jahr darauf war er Wettbewerbsbeitrag bei den Internationalen Filmfestspielen von Cannes 1982, ohne jedoch bei der Preisvergabe berücksichtigt zu werden.

## Kritiken
- Lexikon des internationalen Films: Schroeter verläßt die Ebene der realistischen oder sozialkritischen Studie und zeigt in opernhaft stilisierten Bild- und Figuren-Arrangements die Bruchstellen zwischen Utopie und Wirklichkeit, Selbstbestimmung und Anpassung. Allzu oft gleitet er dabei in manierierte Theatralik ab und präsentiert eine klischierte Irrenhaus-"Realität" voll von selbstzweckhaftem Exhibitionismus.[1]

## Auszeichnungen
Für seine stilistisch interessante Regiearbeit erhielt Werner Schroeter 1982 den Deutschen Filmpreis in Gold in der Kategorie Beste Regie.